# Tempereret regnskov
Tempereret regnskov er enten en nåleskov eller en løvskov, som vokser i en tempereret klimazone på steder med meget nedbør. Tempererede skove dækker store dele af verden, men de tempererede regnskove findes primært i syv forskellige regioner rundt om i verden. Hovedparten af dem forekommer i kystegne med maritimt klima, fx i den fugtige nordvestlige kystregion i Nordamerika (USA og Canada), Vesteuropa (Irland, Bretagne, Norge og Spanien), sydvestlige og østlige Asien (Tyrkiet, Georgien, Aserbajdsjan, Iran, Japan, Korea og Kina), sydvestlige Sydamerika, sydøstlige Australien og New Zealands sydø. Visse steder får så meget nedbør at der forekommer regnskove, selvom de har kontinentalt klima; det drejer sig fx om lommer i det østlige Sibirien, Manchuriet, sydlige Kina, Columbia Mountains i det indre af British Columbia og Appalacherne i det østlige USA.

## Karakteristika
Tempererede regnskove adskiller sig fra øvrige former for skove på følgende punkter:
- Nedbør: Megen regn (minimum 2-3 m per år afhængig af breddegrad), sædvanligvis dannet af fugtig luft fra oceanerne.
- Tempereret klima: Klima præget af skiftende årstider.

Følgende faktorer har stor betydning for dannelsen af tempererede regnskove, men er ikke afgørende:
- Relativ nærhed til et ocean: tempererede regnskove forekommer ofte i områder med maritimt klima, hvor forskellene mellem årstiderne er moderate, og vintrene er mildere, mens somrene er køligere end i kontinentale egne.
- Kystnære bjerge: Hvor bjerge ligger nær kysten, dannes der mere regn på de kystvendte skråninger, når den fugtige havluft presses over bjergtoppene. Den modsatte skråning ligger derimod i regnskyggen, og klimaet er derfor ofte tørrere her.

Tempererede regnskove består primært af nåletræer, stedsegrøn løvskov eller en blanding af både løvfældende og stedsegrønne træer, og de forekommer mest i økoregioner med tempererede skove.
Visse tempererede nåleskove indeholder et højere niveau af biomasse end i noget andet økosystem på Jorden og er bl.a. kendt for at rumme udsædvanligt store træer, fx rødtræer (Sequoia sempervirens), grøn douglasgran (Pseudotsuga menziesii), sitka (Picea sitchensis), cypresser (Fitzroya cupressoides) og agathis (Agathis australis).

## Tempererede regnskove

### Vesteuropa
Vestvendte kystegne, alle nær Atlanterhavet i Irland, Bretagne, det sydlige Norge og nordlige Spanien. Skovene i disse egne består hovedsageligt af forskellige sorter af eg, typisk vintereg (Quercus petraea) og er blevet udnyttet og påvirket af mennesker i århundreder. Visse skovområder i England betegnes indimellem også som tempererede regnskove.

### Sortehavet
Ved Sortehavets sydøstlige kant ligger Kolchisskoven, de strækker sig ind i både Tyrkiet og Georgien og er en del af den større økoregion, Euxinus-Kolchis skoven, sammen med de mere tørre skove længere mod vest. Kolchis-regnskoven består af en blanding af løvfældende og stedsegrønne; bl.a. vokser Europas højeste træart (op til 78 m), Nordmannsgran (Abies nordmanniana), her.

### Nordamerika
De største tempererede regnskove i verden findes i regionen Pacific Northwest i Nordamerika, langs Stillehavskysten fra Kodiak Island i Alaska til det nordlige Californien, og er en del af den nearktiske økozone. Denne regnskov strækker sig over flere økoregioner, som betyder at sammensætningen af arter varierer. Nåletræer dominerer i hovedparten af regionen, men mange steder, især i kystbjergene, er der en tæt underskov af løvtræer og mindre vækster. De skovområder, der strækker sig fra det sydvestlige British Columbia til dele af Idaho og Montana, er i højere grad præget af kontinental klima og derved tykkere snefald om vinteren end ved kysten. Disse regnskove støder op til Rocky Mountains og pattedyrs-faunaen er derfor mere varieret; flere dyrearter forekommer dog både i kystegnene og i indlandet.
Regnskoven i det nordlige Californien er bl.a. hjemsted for nogle af de største træer i verden, nemlig rødtræet (Sequoia sempervirens). Nogle af de uberørte regnskovsområde findes i Olympic National Park, Mount Rainier National Park, Tongass National Forest, Mount St. Helens National Monument, Redwood National Park og flere steder i British Columbia, fx Great Bear Rainforest, der er den største sammenhængende tempererede regnskov i verden.
I det østlige USA findes der også mindre lommer, hvor orografiske hævninger skaber vejrsystemer med så megen nedbør, at der opstår regnskove. Den sydlige del af Appalacherne tilføres fugtig luft fra Atlanterhavet og den Mexicanske Golf, og der falder derfor mere regn her end i de omgivende områder. De største regnskove findes i den vestlige del af North Carolina., det nordlige Georgia  og allerøstligste Tennessee
Derudover findes der også små områder regnskov i det øvrige østlige USA, mest i bjergegne.

### Sydamerika
De største tempererede regnskove i Sydamerika findes i kystegnene i det sydlige Chile og Argentina, på de vestvendte skråninger i Andesbjergene helt ned til sydspidsen af kontinentet. Disse skove tilhører den neotropiske økozone. Det største skovområde kaldes den Valdivianske regnskov og strækker sig over tempererede og subpolare økoregioner. Denne regnskov er domineret af løvtræer, særligt sydbøg (Nothofagus), men er også hjemsted for flere typer nåletræ.

### Sydafrika
Områder af skovene i de sydafrikanske Drakensberg-bjerge modtager nok regn til, at der kan dannes regnskove. Klimaet i denne del af landet er tempereret, og der vokser flere typer af sydtaks (Podocarpaceae), en gruppe af nåletræer, den modtager sin nedbør fra det Indiske Ocean. Skovene har træk, der minder om mange af de øvrige tempererede regnskove andre steder i verden, men også fra de stedsegrønne afromontane skove, som forekommer i højderne i det sydlige og østlige Afrika. Et velbevaret eksempel på den sydafrikanske regnskov findes i Tsitsikamma National Park.

### New Zealand og Australien
De tempererede regnskove i New Zealand findes på den vestlige kyst af både nordøen og sydøen. Den består af både sydtaks og stedsegrønne løvtræer; sydtaks dominerer på de nederste skråninger, mens sydbøg er mere almindelige højere oppe og i de køligere egne længere mod syd.
Tasmaniens vestkyst er hjemsted for flere regnskove. Det samme er delstaten Victoria, især i Otway Ranges, Strzelecki Ranges, Dandenong Ranges og East Gippsland, samt det sydøstlige af New South Wales, hvor regnskoven på grænsen til Queensland, Border Ranges National Park, er optaget som del af UNESCO's verdensarvsliste, ligesom de tasmanske skove.

### Østasien
Tempererede regnskove findes i det sydvestlige Japan i Taiheyoskovene, på øerne Shikoku og Kyushu og på den side af Honshu, der vender ud mod Stillehavet. Kun dele af disse skove kan betegnes som regnskove; det drejer sig fx om skovene på Kirishimabjerget nær Kagoshima og ved de smukke Nachivandfald i Yoshino-Kumano Nationalpark. Dette område betegnes som det mest regnfulde i Japan.
På Taiwans østkyst og i de centrale bjergområder modtager dele af øens subtropiske skove så megen nedbør, at der dannes regnskove, særligt på de højereliggende skråninger. I bjergene er klimaet så køligt at de subtropiske løvskove afløses af tempererede skovtyper. Eksempler på disse skovtype findes bl.a. i Yushan (Jadebjergene) og Alishan.

### Sydhavet
På øerne Tristan da Cunha og New Zealands sydlige øer, Antipode-øerne, Auckland-øerne og Campbell-øerne forekommer der tempererede regnskove. Den totale årlige regnmængde er her meget høj, da øerne ligger meget isoleret fra andre landmasser og derfor modtager meget store mængder fugtig luft fra oceanet. På andre øer er vindpåvirkningen så kraftig, at der ikke kan vokse træer, mens den høje Andes-bjergkæde medfører, at Falklandsøerne ikke modtager regn nok til at huse regnskove.